# Горе — не беда
«Горе — не беда» — советский рисованный мультипликационный фильм по мотивам русских народных сказок, который создал в 1983 году режиссёр Иван Аксенчук.
В 1991 году мультфильм был включён в сборник «Приключения волшебного глобуса или Проделки ведьмы».

## Сюжет
Отслужил долгую службу солдат. Взял себе в награду старый барабан да и пошёл куда глаза глядят. Долго шёл, и вышел к избушке, а в ней девочка плачет. Солдат спрашивает: «Что плачешь, маленькая?» Девочка: «Страшно… Осталась я сиротой, дяденька, одна терплю от лютой ведьмы, погубившей моих родителей. А слуги царские корову и козу забрали.» Солдат: «Эх, злыдни! Сироту обидели. Поспи, дочка, а я тебя охранять буду.»
Девочка уснула. А тут за ней злая колдунья явилась. Но солдат не растерялся, колдунью связал и в мешок засунул. На волшебном коне, которого подарила ему ведьма в обмен на девочку, полетел он к царю просить вернуть корову и козу, объясняя, что и к тому же за ведьмами недосмотр. Но царь наотрез отказывается, полагая, что цари не должны думать о слабых и обиженных, в ответ чего солдат сказал: «Такому царём быть не должно!», отчего царь его посадил в тюрьму. Однако солдат с помощью военного барабана да солдатской смекалки вразумил царя вернуть девочке её животных. А на обратном пути волшебный конь открыл тайну, что родители девочки заколдованы в старом колодце. Колдунья тем временем освободилась из мешка и превратила коня в ручей. Но солдат победил ведьму и спас родителей девочки из колодца. «Спасибо тебе, солдат!» — сказали девочка, её отец и мать. И пошёл солдат дальше.

## Съёмочная группа
- Автор сценария: Владимир Голованов
- Кинорежиссёр: Иван Аксенчук
- Художник-постановщик: Виктор Никитин
- Кинооператор: Михаил Друян
- Композитор: Игорь Цветков
- Звукооператор: Владимир Кутузов
- Художники-мультипликаторы: Владимир Шевченко, Антонина Алёшина, Владимир Зарубин, Иосиф Куроян, Владимир Крумин
- Художники: Роза Бикмаева, Ирина Светлица, Сергей Маракасов, Вера Харитонова
- Монтажёр: Ольга Василенко
- Ассистент режиссёра: Татьяна Холостова
- Редактор: Татьяна Папорова
- Директор съёмочной группы: Нинель Липницкая

## Роли озвучивали
- Алексей Консовский — Солдат
- Маргарита Корабельникова — Сиротка
- Ефим Кациров — Ведьма / Генерал
- Юрий Волынцев — Царь
- Юрий Пузырёв — Конь / текст от автора
- Борис Новиков — один из придворных (в титрах не указан)

## Издания
- В 1990-е годы на аудиокассетах изданием «Twic Lyrec» была выпущена аудиосказка по одноимённому мультфильму с текстом Александра Пожарова.

## Переиздания
Мультфильм неоднократно издавался на DVD в сборниках мультфильмов, например:
- «Молодильные яблоки», Выпуск второй мультфильмов И. Аксенчука, DVD, «Крупный план».

## Отзывы критиков
В иронично-гротесковой манере Аксенчук снял фильмы-сказки «Как грибы с горохом воевали» (1977), «Мороз Иванович» (1981), «Горе — не беда» (1983). В них традиционные сказочные персонажи выясняют отношения друг с другом, преодолевая массу опасных, но в то же время комичных ситуаций. Отношения между героями строятся на остроумных диалогах, высмеивающих жадность, глупость и гордыню. Художником во всех трёх сказках, очень не похожих по изобразительному решению, выступил Виктор Никитин.— Сергей Капков. «Наши мультфильмы»